# Daniel Bennett (arbitre)
Pour les articles homonymes, voir Daniel Bennett et Bennett.
Daniel Bennett, né le 22 août 1976 à Johannesbourg, est un arbitre sud-africain de football. Il est arbitre international depuis 2003.

## Carrière
Il a officié dans des compétitions majeures : 
- Coupe de la confédération 2006 (finale retour) ;
- Coupe d'Afrique des nations junior 2009 (deux matchs) ;
- Coupe de la confédération 2009 (finale aller) ;
- Supercoupe de la CAF 2009 ;
- CAN 2010 (trois matchs) ;
- Ligue des Champions de la CAF 2010 (finale retour) ;
- CHAN 2011 (quatre matchs dont la finale) ;
- Coupe d'Afrique des nations de football 2012 (trois matches, dont deux de poule et une demi-finale) ;
- Supercoupe de la CAF 2012.